# Europa Universalis: Mroczne wieki
Europa Universalis: Mroczne Wieki (Crusader Kings) – komputerowa gra strategiczna osadzona w realiach średniowiecznej Europy, wyprodukowana przez szwedzkie studio Paradox Entertainment i wydana w 2004 roku przez Strategy First. Jej kontynuacja pod nazwą Crusader Kings II ukazała się w 2012 roku.
Akcja gry toczy się w latach 1066–1419, a zadaniem gracza jest przejęcie władzy nad wybranym państwem. Mroczne Wieki cechuje rozgrywka podobna do serii gier Europa Universalis. 

## Rozgrywka
Europa Universalis: Mroczne Wieki jest komputerową grą strategiczną, którą cechuje możliwość kierowania danym państwem na wielu płaszczyznach (politycznych, ekonomicznych itp.). Ze względu na zarządzanie państwem w czasie rzeczywistym oraz możliwość włączenia aktywnej pauzy grę utożsamia się z gatunkiem strategicznych gier czasu rzeczywistego. Gra nie ma określonego celu: choć graczowi za działania w niej są przyznawane punkty zwycięstwa, możliwe jest ustalenie własnych priorytetów w rozgrywce. 
Gracz przejmuje w grze kontrolę nad władcą państwa znajdującego się w średniowiecznej Europie. Monarcha może być królem, księciem bądź hrabią, co ma wpływ na rozgrywkę. Każdy władca posiada swoją domenę i odpowiednie tytuły: hrabia włada jedynie podstawowymi prowincjami, książę oprócz władzy nad prowincjami posiada władzę nad księstwem i może nadawać ziemie hrabiom, król zaś to najwyższy w hierarchii władca, który może nadawać poddanym tytuły księcia lub hrabiego. Książę i król mogą nadawać też ziemię biskupom, dzięki czemu dostają dodatkowe punkty pobożności, umożliwiające wywarcie wpływu na wybór papieża.
Każdy władca może posiadać kilka tytułów królewskich, książęcych oraz być hrabią kilku prowincji. Chcąc wypowiedzieć komuś wojnę, w przypadku gdy jest chrześcijańskim władcą, trzeba zgłaszać roszczenia do jednego z jego tytułów. Jednak wojny z chrześcijańskimi władcami mogą zepsuć reputację gracza, co grozi wybuchem wojny przeciw niemu. Inna sytuacja występuje, gdy gracz prowadzi wojnę z poganami. Ze względu na brak zatargów feudalnych przyłączenie prowincji do państwa walczącego następuje natychmiast po jej zdobyciu.
Istotnym czynnikiem w grze są dynastie i postacie do nich należące. Postacie w Mrocznych Wiekach posiadają cztery atrybuty (intrygi, zarządzanie, dyplomacja, wojsko), dwa wskaźniki (pobożność – wskaźnik religijności władcy i prestiż – wskaźnik jego postrzegania przez świat) oraz pewne cechy (np. ekskomunika – łatwiejsze odebranie tytułu, chutliwość – wyższa płodność kosztem spadku pobożności, okrucieństwo czy hojność) oraz trzy ukryte wartości (reputacja, zdrowie i płodność). Atrybuty pomagają graczowi w zarządzaniu, zabójstwach, wzroście wierności wasali itp. Są one dziedziczone przez potomków władców, zależą też od wydarzeń i cech. Swoje cechy władca może podnosić, mianując swoich dworzan na majordomusa (zarządzanie), kanclerza (dyplomacja), mistrza szpiegów (intrygi) oraz marszałka (umiejętności wojenne). Dynastie w grze mogą rozszerzać swoje wpływy na inne państwa poprzez małżeństwa.
W Mrocznych Wiekach, w przeciwieństwie do serii Europa Universalis, brakuje historycznych wydarzeń. Istnieją w niej natomiast wydarzenia losowe oraz wydarzenia wywołane przez działania gracza. Wyjątkiem są najazdy Mongołów i czarna śmierć; występują przy każdej rozgrywce.
Dzięki specjalnej, wbudowanej w grę funkcji eksportu można przenieść aktualny stan rozgrywki do Europy Universalis II.
4 października 2007 roku Paradox wydał do gry dodatek pod tytułem Deus vult. Dodatek został udostępniony tylko w sprzedaży elektronicznej.